# Ichneumon longicrus
Ichneumon longicrus är en stekelart som beskrevs av Tohru Uchida 1926. Ichneumon longicrus ingår i släktet Ichneumon och familjen brokparasitsteklar. Inga underarter finns listade i Catalogue of Life.